# 住化ポリカーボネート
住化ポリカーボネート株式会社（すみかポリカーボネート、英: Sumika Polycarbonate Limited）は、合成樹脂メーカー。住友化学の100%子会社である。
かつてはABS樹脂の製造も行っていたが、現在はポリカーボネート樹脂専業である。
2011年（平成23年）4月1日に住友ダウ株式会社（英: Sumitomo Dow Limited）から住化スタイロン ポリカーボネート株式会社に商号変更。その後、2017年（平成29年）4月1日に現社名に変更した。

## 沿革
- 1963年（昭和38年）- 住友化学とUSラバーとの折半出資により、ABS樹脂やスチレン・ブタジエンゴムの製造を行う住友ノーガタックを設立。
- 1980年（昭和55年）- USラバーがABS樹脂から撤退、住友ノーガタックは住友化学の100%子会社となる。
- 1988年（昭和63年）- 住友化学とダウ・ケミカルのポリカーボネート樹脂の合弁が決定。ダウ・ケミカルが住友ノーガタックに35%出資。
- 1992年（平成4年）- 出資比率を折半とし、社名を住友ダウ（旧）に改称。
- 1996年（平成8年）- 住友化学100%出資とし、社名を住化エイビーエス・ラテックス（現・日本エイアンドエル）に改称。新たに住友化学・ダウケミカル折半出資の（新）住友ダウ株式会社設立。
- 2002年（平成14年）- 研究所を大阪府高槻市から大阪市此花区に移転。
- 2010年（平成22年）9月 - ダウ・ケミカル保有の当社株式をスタイロンホールディングB.V.へ譲渡。
- 2011年（平成23年）4月 - 住化スタイロン ポリカーボネート株式会社に商号変更。
- 2015年（平成27年）2月 - スタイロンホールディングB.V.がトリンセオホールディングB.V.に商号変更。
- 2017年（平成29年）
  - 1月 - 住友化学の100%子会社となる。
  - 4月 - 住化ポリカーボネート株式会社に商号変更。

## 事業所
- 東京本社 - 〒103-0016 東京都中央区日本橋小網町1番8号
- 愛媛工場 - 〒792-0801 愛媛県新居浜市菊本町 2-10-2
- 大阪 - 〒554-8558 大阪府大阪市此花区春日出中三丁目1番98号

## 主な製品
- ポリカーボネート樹脂（年間生産能力8万トン）